# 프란체스카 피치니니
프란체스카 피치니니(이탈리아어: Francesca Piccinini, 1979년 1월 10일~)는 이탈리아의 배구 선수이다.